# Котакотани
Котакотани (исп. Cotacotani) — озеро, расположенное на Андском плоскогорье в коммуне Путре, провинции Паринакота, в области Арика-и-Паринакота, в Чили. Площадь водного зеркала — около 6 км², по другим данным колеблется от 4,2 до 5,1 км² в зависимости от сезона. Площадь водосборного бассейна — 99 км². Объём — 35 млн м3. Средняя глубина вод — 10 м, максимальная — 20 м. Высота над уровнем моря — 4543 м (по другим данным — 4526 м).
Основной вклад в пополнение воды озером вносят подземный поток из озера Чунгара, река Бенедикто-Моралес, впадающая с севера, и Эль-Энкуэнтро, впадающий с востока. Первый из них приносит 250 л/с, вторая — 90-110 л/с, третья — 20 л/с. Вытекает река Лаука, носящая в самых верховьях название Десагуадеро.
В 4 км от Котакотани находится озеро Чунгара. Оно отделено перешейком, образованным извержёнными вулканом Паринакота породами.
Озеро имеет изрезанную форму, окружено множеством мелких озёр. В Котакотани — множество мелких островков.
Рядом с озером, находится серия болотистых участков, из которых выделяется Бофедаль-де-Паринакота. Озёра обладают богатой фауной, с более чем 130 видами животных и птиц, из которых можно выделить фламинго и уток.